# Björnön
För andra betydelser, se Björnön (olika betydelser).

Björnön

Björnön markerad på karta

Björnön (norska: Bjørnøya, äldre: Beeren Eiland) är en ö i Norra ishavet söder om Svalbard. Ön har en area på 178 km² och dess högsta topp är Urd med en höjd på cirka 536 m. ö. h. Ön är obebodd, undantaget personal på den meteorologiska stationen.
Björnön upptäcktes redan år 1596 av nederländaren Willem Barents. På väg in till land mötte hans folk en simmande isbjörn, därav namnet Björnön, (nederländska: Beeren Eiland). Ön blev norsk 1920, och under åren 1916 till 1925 ägde kolbrytning rum. Idag ingår ön i ögruppen Svalbard och lyder administrativt under sysselmesteren på Svalbard.
Denna egentligen avlägset belägna ö har sedan 1900-talet blivit strategiskt intressant på grund av sitt läge, ur både militär, ekonomisk och resursmässig synvinkel. Farvattnen runt Björnön har varit, och är, ett av de områden där omlastning av överfiskad/tjuvfiskad torsk pågår.  

## Historia

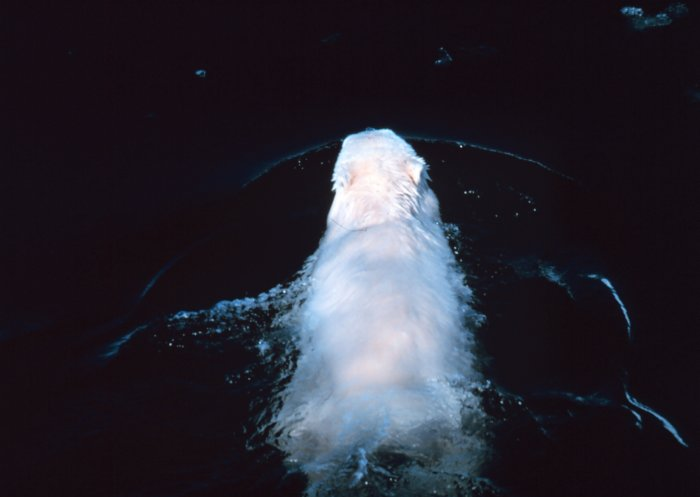
En simmande isbjörn gav 1596 ön dess namn.

På 1600- och 1800-talet bedrevs intensiv jakt som utrotade valrossen på Björnön och flera andra ställen i Arktis. Många jägare frös eller svalt ihjäl. Fynd i en del gravar tyder också på att våld har förekommit mellan de olika fångstexpeditionerna.
Det har också bedrivits jakt på isbjörn, samt norsk och rysk
valfångst och säljakt i havsområden omkring ön. Rester av en valstation från 1905–1908 finns på ön. 
Björnöns status som norskt landområde blev slutgiltigt fastslagen vid Svalbardtraktaten den 9 februari 1920. 
Inte bara norrmän utan också svenskar har genomfört geografiska expeditioner för att utforska ön. En svensk expedition genomförde de första undersökningarna i Ellasjøen, en insjö som ligger på den sydliga delen av Björnön. Fram till 1930-talet var det flera expeditioner som beskrev öns geologi, flora och fauna. 
År 1609 påträffades förekomst av kol på Björnön. Gruvanläggningen vid Tunheim etablerades 1915 , och under perioden 1915–1925 gjordes optimistiska men misslyckade försök till uthållig lönsam gruvdrift. Rester av samhället och industrijärnvägslinjen från gruvorna till utskeppningshamnen syns fortfarande.
Hela Björnön var i privat ägo från det att Bjørnøen AS stiftades 1918 fram till 1932, då staten övertog alla aktier. Bjørnøen AS existerar fortfarande som ett statligt aktiebolag, numera med styrelsen för Kings Bay AS också som styrelse för Bjørnøen AS. Styrelsen låg tidigare under Närings- og handelsdepartement och numera under Klima- og miljødepartementet.
År 2002 blev Björnön tillsammans med havsområdet ut till fyra nautiska mil fredat som naturreservat.

## Björnöns strategiska betydelse
Både under andra världskriget och under det kalla kriget hade farvattnen runt Björnön stor militärstrategisk betydelse. Även om militärinstallationer eller hamnar på själva ön inte spelar stor roll, har det varit av stor betydelse vilka länder eller allianser som har haft kontroll över denna del av Barents hav.
Under andra världskriget kom varken Björnön eller det övriga Svalbard under tysk militär kontroll, men i september 1941 placerade den tyska marinen en automatisk radiostation på ön.
Västallierade konvojer med militärutrustning till ryssarna seglade från Atlanten söder eller norr om Björnön på sin väg till Murmansk och andra hamnar på Kolahalvön. De ville inte segla nära den norska kusten och ville undvika isen längre norrut. Den tyska krigsmarinens och Luftwaffes angrepp på konvojerna var särskilt intensiva just i dessa farvatten. Till exempel hade Konvoj PQ 17, den som fick ta emot de kraftigaste angreppen, sina största förluster i området norr om Björnön i juli 1942. De nästan lika dramatiska angreppen på konvojen JW 51B skedde på nyårsafton 1942 öster om Björnön.
Slaget vid Nordkap mellan den brittiska och den tyska marinen pågick över ett stort sjöområde sydost om Björnön julen 1943. Här förlorade tyskarna slagskeppet Scharnhorst.

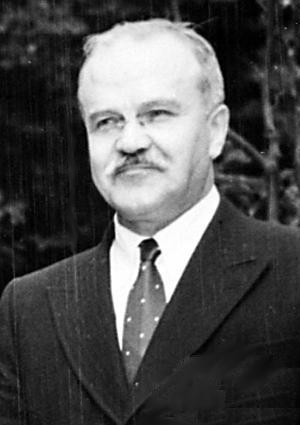
Sovjetunionens utrikesminister Vjatsjeslav M. Molotov.

I november 1944 föreslog Sovjetunionens utrikesminister Vjatsjeslav M. Molotov Norges utrikesminister Trygve Lie i London-regeringen, att Svalbardtraktaten skulle annulleras, eller »kastas i papperskorgen», som han sade. Molotov föreslog att huvudögruppen med Spetsbergen skulle göras till ett norsk-sovjetiskt »kondominium», det vill säga komma under gemensam norsk-sovjetisk administration. Björnön skulle däremot överföras till sovjetisk suveränitet. Senare, i april 1945 ändrades förslaget; Sovjet ansåg att parterna borde enas om att "försvaret av Svalbard-ögruppen är en gemensam angelägenhet för Norge och Sovjetunionen". Begreppet kondominium undveks, och det sades inget om att Björnön skulle överföras till sovjetisk suveränitet.
Sovjetunionens intresse för justeringar av status quo upphörde därefter.

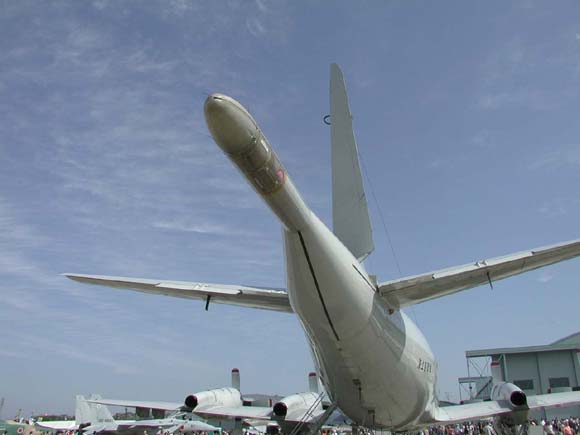
Magnetometern i bakänden av 333:e skvadronens P-3C Orion-flygplan gör dem till goda ubåtsjägare.

Under det kalla kriget var farvattnen mellan Finnmark fylke och Svalbard av stort militärt intresse. Den sovjetiska nordflottan måste färdas genom dessa farvatten för att nå ut till Nordatlanten. Detta gällde alla fartyg utan undantag, och även om ubåtarna kunde utnyttja rutter norr om Svalbard ville de ändå vanligtvis passera mellan det norska fastlandet och Björnön, eller mellan Björnön och Spetsbergen, eftersom detta var den kortaste och lättaste vägen. Natos övervakning av farvattnen var intensiv, både med fartyg, flyg (från den norska 333:e skvadronen), satelliter och avlyssningsutrustning på havsbottnen.  
Den 7 april 1989 bröt en brand ut på den sovjetiska atomubåten K-278 Komsomolets, och den sjönk 74 km syd-sydost om Björnön. Av manskapet på denna attackubåt omkom 42, medan 25 räddades. Andra episoder av liknande (men möjligen mindre allvarlig) karaktär skedde under samma period i farvatten något längre bort från Björnön. Norska analyser av prover tagna 1994 på havsbottnen vid Komsomolets har visat att radioaktivt plutonium läcker eller har läckt ut ur de två atomtorpederna i vraket.
Den norska kustbevakningen och luftförsvarets 337:e och 330:e skvadroner är fortfarande engagerade i övervakning av farvattnen, men nu är huvudorsaken till övervakningen knuten till förvaltningen av de stora fiskeresurserna i havsområdena. Det gäller att förhindra överfiske och tjuvfiske. Det har varit, och är delvis fortfarande, särskilt svåra konflikter med utländska fiskare, bland annat med isländska och ryska fiskebåtar. 
I slutet av oktober 2005 sade chefen för kustbevakningen, Geir Osen, att ett oregistrerat fiske i Barents hav på 100 000 ton torsk kunde dokumenteras. Det motsvarar fisk för en miljard norska kronor, och utgör en femtedel av det lagliga fisket i området. Det är i huvudsak ryska fiskefartyg som står bakom tjuvfisket, sade Osen. På sikt kan överfiske leda till att målet om en hållbar utveckling inte nås.  
Kustbevakningen har registrerat att det sker mycket omlastning av fisk till havs. Omlastning innebär att ett fiskefartyg levererar fångsten till ett transportfartyg som tar fiskeprodukterna till land, till exempel en hamn i Europa. Kustbevakningen ansåg att mycket tyder på att en del av fisken som omlastas aldrig rapporteras till norska myndigheter och kvoterna därmed överskrids. Överfisket är ett hot speciellt mot torskbeståndet i Barents hav.
Björnön och Hopen har traditionellt varit de områden där omlastningen har pågått. 2004 registrerades ökad omlastning även i Gråsonen, Smutthullet och Smutthavet.
Den 11 maj 2009 rände det ryska kylfartyget Petrozavodsk in i klipporna på södra Björnön. Fartyget har en dödvikt på 1 287 ton. Orsaken var att kaptenen var berusad och att styrmannen både var berusad och hade sovit under tjänstgöring. Bägge erkände senare och dömdes till korta fängelsestraff. De tolv besättningsmännen undsattes med helikopter men fartyget fick allvarliga skador av de vassa klipporna som orsakade stora hål i babords sida. Redan den följande vintern bröts skeppet mitt itu. 2012 ligger vraket fortfarande kvar mot klipporna och har brutits itu i två delar.

## Geografi
Större delen av ön är skyddad som Bjørnøya naturreservat. Öns mittpunkt ligger omkring 74°26′ N 19°04′ O. Bjørnøya naturreservat upprättades genom kunglig resolution den 16 augusti 2002. Naturreservatet omfattar hela ön och tillhörande havsområden ut till fyra nautiska mil, med undantag av en mindre landareal (1,2 km²) omkring stationen i norr.
Ön är ungefär trekantig till formen, med en spets ungefär rakt mot söder. Ön mäter omkring 20 km från nord till syd och är omkring 15 km på det bredaste stället. Den befinner sig på en undervattensplatå med ett djup på mindre än 100 meter. Ön är starkt påverkad av vågaktivitet, och är därför nästan överallt omgiven av branta klippkuster. Landskapet kan naturligt indelas i ett sydligt fjällområde och ett nordligt låglandsområde. Fjällområdet utgör cirka 1/3 av öns areal medan låglandsområdet utgör 2/3. Låglandsområdet avslutas oftast i en 10–30 meter hög bankkant mot havet, något som gör landstigning med båt vansklig på de flesta ställen. Det finns enstaka vikar med sandstränder och sandbotten, men inte heller dessa är särskilt väl skyddade mot vind och hav. Kustlinjen är överallt hårt exponerad, och havet gräver sig successivt in, särskilt i de yngre, lösa bergarterna där erosionen går snabbt. 

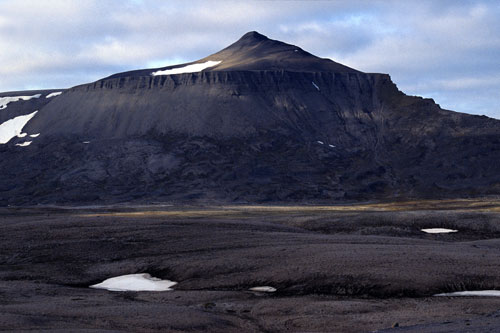
Miseryfjellet på Björnön

Den sydliga delen av ön domineras av fjällmassiv. Miseryfjellet med de tre topparna Urd (536 m.ö.h.), Skuld (454 m.ö.h.) och Vardan (462 m.ö.h.), och Antarcticfjellet på 360 m.ö.h., präglar sydostkusten. Från sydspetsen och 5 km upp längs västkusten reser sig Fuglefjellet (411 m.ö.h.), Hambergfjellet (440 m.ö.h.) och Alfredfjellet (420 m.ö.h.) som höga kustklippor från havet. Runt den sydligaste delen av ön finns lodräta stup på mer än 400 m som går rakt ner i havet. Höga, fria fjällväggar nära kusten finns även på Miseryfjellets östsida. Nära sydspetsen har vågornas erosion tillsammans med uppsprickning i bergarterna format trolska, uppstickande raukar, som Sylen och Stappen. Mindre raukar finns även på nordöst- och västsidan av ön. På sydsidan finns också kusthålor, bland annat den kända Perleporten där småbåtar kan passera.
Björnön har omkring 700 små insjöar, som täcker omkring 11 procent av arealen. De största av insjöarna är Øyangen mitt på ön och Laksvatnet i norr. I söder ligger Ellasjøen, som fick sitt namn efter förnamnet på hustrun till Alfred Nathorst som ledde en svensk forskningsexpedition. Bland andra sjöar kan nämnas  Spælvatnet, Vomma, Helin, Kalven, Lomvatnet och Haussvatnet.

## Verksamhet på Björnön i dag
Liksom på Jan Mayen finns det ingen permanent bosättning på ön, men på nordsidan av ön ligger den meteorologiska stationen som har bemanning året runt. Stationen ligger i Herwighamnen och är den enda fasta verksamheten på ön. Här finns normalt nio anställda på halvårskontrakt. Under vintern 2014 spelades NRK-serien Bjørnøya in där man fick följa en besättning under deras sex månader på ön.

### Bjørnøya meteorologiska station
Arbetet på Bjørnøya meteorologiska station består i huvudsak av telekommunikation (Bjørnøya radio) och meteorologiska observationer. Dessutom betjänar besättningen en del forskningsinstallationer för norska och utländska forskningsinstitutioner. En ny stationsbyggnad togs i bruk 1968. 

### Bjørnøya radio
Bjørnøya radio (LJB) upprättades 1919. Hösten 1996 blev expeditionen fjärrstyrd via satellit och styrs nu från Bodø radio. Bjørnøya radios gamla lokaler från 1940-talet är i dag inredda till ett museum.

### Forskning i dag
Norsk Polarinstitutt genomför årliga expeditioner till Björnön, för det mesta i  ornitologiskt forskningssyfte. Utsikterna till oljeprojektering i farvattnen söder om Björnön har ökat betydelsen av forskning och observationer. Detta är bakgrunden till att polarinstitutet 1986 etablerade ett program för övervakning av sjöfågelbeståndet på Björnön. Det forskas i ökande grad också på klimatändringar och på miljöförgiftning.
På senare år har natur- och miljöforskningen som genomförts på ön visat resultat som väckt internationellt uppseende. På 1980-talet påträffades döda vittrutar på Björnön. Fynd av miljögifter i den arktiska miljön och en begynnande förståelse för att miljögifter kan transporteras långt med luft- och havsströmmar resulterade i att övervakningsprogrammet AMAP (Arctic Monitoring and Assessment Programme) startades 1991. Miljögifterna på ön kommer från de industrialiserade länderna längre söderut. Organiska miljögifter koncentreras i de fettrika arktiska näringsskedjorna och flera undersökningar har visat att miljögifterna kan påverka djurlivet negativt.

### Turism
Turiststatistiken för Björnön är mycket ofullständig. Detta beror bland annat på att en del fartyg anlöper Björnön på väg norrut, utan att ha varit i kontakt med sysselmesteren på Svalbard. Omkring millennieskiftet registrerades dock en något ökande frekvens av turister som besökte ön. Turistresor registreras bara i månaderna från juni till september.
Besökarna ankommer med båt och landstiger oftast vid Sørhamna, Kvalrossbukta, Russehamna och Herwighamna (radiostationen). Vid goda väder- och landstigningsförhållanden besöks även Tunheim vissa år. Dessutom bör nämnas att flera av båtarna med turister som passarer Björnön går upp mot land vid fågelfjällen på södra delen av ön.

## Djur- och fågelliv, sötvattenfisk

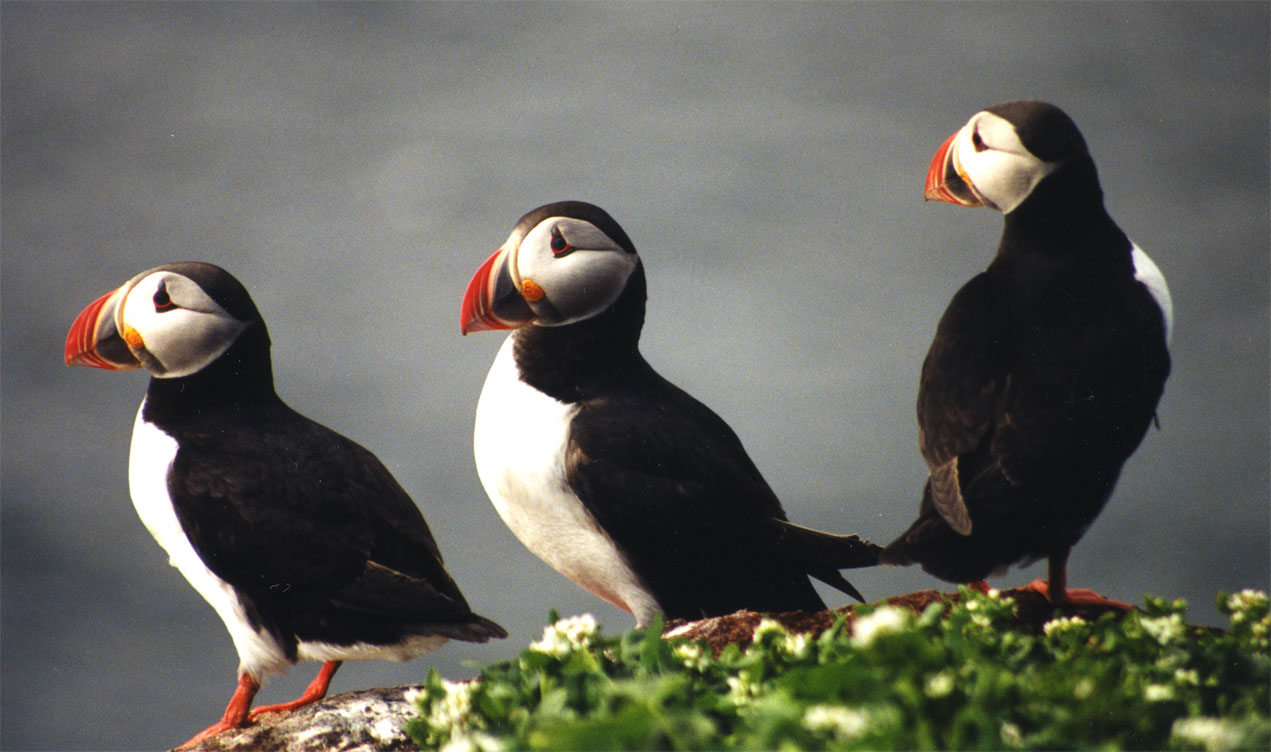
Lunnefågel.

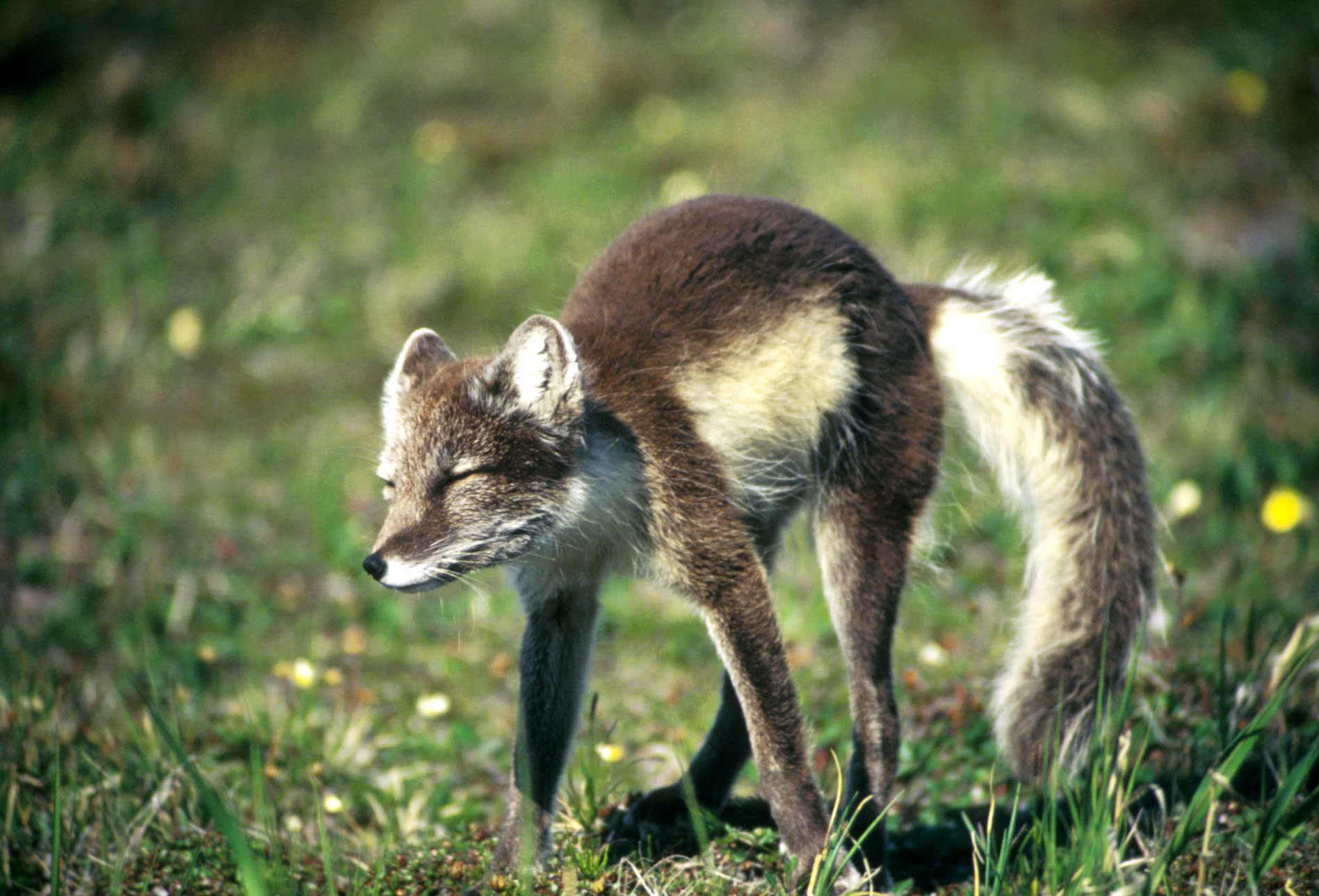
Fjällräv.

Sjöfåglar dominerar djur- och fågellivet på Björnön. De häckar i klippväggarna runt hela ön, men kolonierna är särskilt stora runt sydspetsen. Björnön anses ha en av de största sjöfågelkolonierna på norra halvklotet. En av anledningarna till upprättandet av Björnön som naturreservat var att torvavsättningen på toppen av fågelfjällen är sårbar, och skulle kunna skadas betydligt eller bli förstörd utan tillräckligt skydd.

### Fåglar
Hela 126 fågelarter är registrerade på eller vid ön, men några av dem antas dock vara tillfälliga besökare med levnadsområden längre söderut. 33 arter är registrerade som häckande. Av dessa kan bland andra lunnefågeln nämnas. På hösten är Björnön en viktig rastplats och betesområde för resande gäss på väg söderut från Svalbard.

### Däggdjur
Av däggdjur finns det ett litet bestånd av fjällräv på ön, och det förekommer också regelbundna besök av isbjörn.

### Sötvattensfisk
Sötvattensfaunan beskrivs som fattig, och Svalbardröding är den enda fiskarten.

## Annat
Björnön omtalas i Alistair MacLeans deckare Björnön (1971). År 1979 filmatiserades boken med bland andra Donald Sutherland, Richard Widmark, Vanessa Redgrave och Christopher Lee i rollerna. Filminspelningen ägde rum i Kanada och Alaska, och landskapsscenerna har ingen direkt likhet med verkligheten på Björnön.